# Andrés Kogovsek
Andrés Kogovsek (n. el 7 de enero de 1974 en San Isidro, Argentina) es un jugador de balonmano argentino.
Fue el capitán de la Selección de balonmano de Argentina e histórico jugador con 222 partidos internacionales y 25 partidos junior. Participó en 7 mundiales mayores y 2 juniors. Se lo conoce como "el gran capitán". Comenzó su carrera deportiva en el club Sociedad Alemana de Gimnasia de Villa Ballester y posteriormente fue traspasado al club Balonmano Antequera, que estaba en DHB (División de Honor B). Con el club español, ascendió a la Liga Asobal y pasó a ser el capitán del equipo. En su despedida del club español retiraron su camiseta número 7. Fue declarado hijo adoptivo de la ciudad de Antequera. En su palmarés, posee varios títulos: con su selección, cuatro Campeonatos Panamericanos, un Juego Panamericano, un juego ODESUR y dos Campeonatos Sudamericanos, con sus clubes, seis ligas logradas por la Sociedad Alemana de Gimnasia de Villa Ballester , cinco torneos Súper 4, una copa Femebal, cuatro torneos de la Liga Nacional de Clubes, un ascenso a la Liga Asobal con el Balonmano Antequera y 3 veces campeón de la Copa de Andalucía de Balonmano.
Andrés, ha logrado ser el mejor jugador de balonmano en Argentina en los años 2000, 2002 y 2012 (Olimpia de plata). Obtuvo el premio Jorge Newbery en los años 2011 y 2014. Fue el capitán del equipo en los Campeonatos Mundiales de Balonmano Masculino de 2001, 2003, 2009 y 2011, en los Juegos Panamericanos de Santo Domingo 2003 y Guadalajara 2011 y en los Juegos Olímpicos de Londres 2012, donde se retiró oficialmente de la selección nacional,aunque luego participó en una serie de amistosos en 2013 ante Chile que sirvieron como su despedida definitiva de la selección.
Andrés obtuvo la medalla de oro en los Juegos Panamericanos de 2011 en Guadalajara, México, logrando así la primera clasificación de una selección de balonmano de Argentina a un juego olímpico.
En 2021, a los 47 años, se consagró campeón de la Liga de Honor de la Federación Metropolitana de Balonmano (FeMeBal), jugando en Sociedad Alemana de Gimnasia de Villa Ballester. En dicho club fue nombrado "Socio Honorario". El 23 de noviembre de 2024 se retiró de la práctica deportiva a los 50 años, tras enfrentar a CIDECO en el estadio de SAG Villa Ballester.